# DIOP
Pour les articles homonymes, voir Diop.
Le ligand DIOP, ou 2,3-O-isopropylidène-2,3-dihydroxy-1,4-bis(diphénylphosphino)butane, est un composé organophosphoré utilisé comme ligand de symétrie C2 (en) en synthèse asymétrique. Il se présente sous la forme d'un solide blanc soluble dans les solvants organiques. On l'obtient à partir d'acétonide (en) d'acide tartrique, qui est réduit avant la liaison des substituants PPh2.
Le ligand DIOP se lie aux métaux via un cycle de chélation C4P2M à sept atomes dont la conformation est flexible,. Il a été historiquement important dans le développement de ligands destinés à la synthèse asymétrique, procédé à économie d'atomes (en) pour la préparation de composés chiraux. Il s'agit du premier exemple, décrit en 1971, d'une diphosphine (en) de symétrie C2. Des complexes de DIOP ont été employés à la réduction d'imines, de cétones et d'alcènes prochiraux. Le DIPAMP (en) est une diphosphine de symétrie C2 apparentée.
De nombreux analogues de DIOP ont été introduits depuis la découverte de ce dernier, comme le MOD-DIOP, le Cy-DIOP et le DBP-DIOP. Ce dernier présente une bonne régiosélectivité et énantiosélectivité dans l'hydroformylation des butènes et du styrène. Le ligand DIOP a été le premier à être utilisé dans l'hydroformylation catalysée par le platine-étain. La régiosélectivité, l'énantiosélectivité et la réactivité du DIOP dépendent de la pression de CO et d'H2 ainsi que de la polarité des solvants. Les meilleurs résultats d'hydroformylation asymétrique sont obtenus avec des solvants de polarité moyenne comme le benzène et le toluène.